# إيميل فريتز
إيميل فريتز (بالإنجليزية: Emile Fritz)‏ هو لاعب كرة قدم أمريكية أمريكي، ولد في فبراير 1920، وتوفي في 14 سبتمبر 2015.